# Leptogenys nuserra
Leptogenys nuserra é uma espécie de formiga do gênero Leptogenys, pertencente à subfamília Ponerinae.